# Тосіма (Каґосіма)

Тосіма (яп. 十島村, としまむら, тосіма мура) — село в Японії, у південній частині префектури Каґосіма, на островах Токара. Село Тосіма складається з ланцюжка з дванадцяти островів, що розташовані між островами Якусіма та Амамі Осіма. Архіпелаг, який називають островами Токара, складається з семи населених островів (з півночі на південь: Кучіносіма, Наканосіма, Суваноседзіма, Тайрадзіма, Акусекідзіма, Кодакарадзіма і Такарадзіма) та п'яти незаселених островів (Ґаджадзіма, Коґаджадзіма, Кодзіма, Камінонедзіма та Йокоатедзіма). Як постійно заселений муніципалітет, який простягається на 160 кілометрів, Тосіма є "найдовшим селом Японії".
Клімат села Тосіма лежить між субтропічним та помірним поясами із середньорічною температурою 20°С. Погода тепла, і майже в усіх районах морози відсутні. Річна кількість опадів становить близько 2700 міліметрів.